# Slag bij Karkemish
De Slag bij Karkemish was een veldslag tussen het Egyptische leger onder farao Necho II van de 26e dynastie van Egypte en de Babyloniërs onder Nebukadnezar II, de zoon van de toenmalige koning Nabopolassar. De slag vond plaats bij Karkemish aan de Eufraat in 605 v.Chr..
Nadat de Assyrische hoofdstad Ninive was verwoest door de Babyloniërs en Meden in 612 v.Chr. vestigde Assur-uballit II, koning van de Assyriërs, een nieuwe machtsbasis in Harran. Deze stad werd in 609 v.Chr. door de Babyloniërs ingenomen. Egypte kwam de Assyriërs te hulp, maar Necho II moest zich achter de Eufraat terugtrekken en hij maakte Karkemish tot zijn machtsbasis in Syrië. De Babyloniërs probeerden de macht van Egypte in deze regio te breken. In 605 v.Chr. werd Nabopolassar ziek en hij liet het commando over aan zijn zoon Nebukadnezar. Het kwam tot een beslissend treffen, waarbij Egypte een zware nederlaag leed.
Nebukadnezar II, die kort na de veldslag zijn vader opvolgde, veroverde in de daaropvolgende jaren Syrië en Palestina. Egypte verloor definitief alle invloed voorbij het schiereiland Sinaï.